# Partito Social Democratico (Brasile 2011)
Il Partito Social Democratico (Partido Social Democrático, PSD) è un partito politico brasiliano di orientamento centrista, da non confondersi col Partito della Social Democrazia Brasiliana (PSDB).

## Storia
Il partito è stato fondato nel 2011 dall'allora sindaco di San Paolo Gilberto Kassab, che ha raccolto parlamentari, sindaci e governatori provenienti dai Democratici, dal Partito Progressista, dal PSDB, in dissenso con la linea politica dei loro partiti.
Il nome del partito era un richiamo alla storica formazione esistita dal 1945 al 1965 che elesse come presidente della Repubblica Juscelino Kubitschek.
Alle elezioni amministrative del 2012 è stato il quarto per numero di sindaci eletti tra cui quelli di Florianópolis e Ribeirão Preto.
Alle elezioni presidenziali del 2014 ha deciso di appoggiare Dilma Rousseff.

## Ideologia
Il partito si propone come terza via tra il Partito dei Lavoratori (PT) e il PSDB. È sostenitore della libertà economica e della proprietà privata ma è anche a favore  di politiche di trasferimento del reddito.